# Trachycephalus imitatrix
Trachycephalus imitatrix és una espècie de granota que es troba a l'Argentina i al Brasil.
Està amenaçada d'extinció per la pèrdua del seu hàbitat natural.